# SGPS
SGPS steht für sociedade gestora de participações sociais – die Rechtsform einer Holding in Portugal.
Eine Holding einer Form einer SGPS können entweder als Aktiengesellschaften (Sociedade Anónima) oder Gesellschaften mit beschränkter Haftung gegründet werden.
Die Firma der Holding (SGPS) muss die Begriffe «sociedade gestora de participações sociais» oder die Initialen SGPS enthalten, wobei dies als ausreichende Anhaltspunkte für ihren Unternehmenszweck angesehen wird. Der Status einer SGPS ist mit besonderen Steuervorteilen versehen.

## Unternehmenszweck
Der alleinige Unternehmenszweck von Holdinggesellschaften ist die Verwaltung von Beteiligungen an anderen Gesellschaften.
Das Halten von Beteiligungen an einer Gesellschaft gilt als indirekte Form der Durchführung der Tätigkeit der Beteiligten, wenn sie erstens nicht kurzfristig ist (d. h. die Beteiligung wird für mehr als ein Jahr gehalten) und zweitens die direkte oder indirekte (d. h. über andere kontrollierte Beteiligungen) Beteiligung an einer Beteiligten mindestens 10 % des stimmberechtigten Grundkapitals ausmachen.
Holdinggesellschaften sind berechtigt, ihre Tochtergesellschaften mit technischen Managementleistungen zu versorgen unter der Bedingung einer vorherigen, schriftlichen Vereinbarung, die die Vergütung festsetzt.

## Tochtergesellschaften
Holdinggesellschaften können Beteiligungen oder Anteile an Unternehmen einschließlich ausländischer Gesellschaften erwerben und halten. Nur unter bestimmten Bedingungen können Holdinggesellschaften Beteiligungen mit weniger als 10 % des stimmberechtigten Grundkapitals erwerben oder halten:
a) Der Bilanzwert der Beteiligungen von weniger als 10 % des stimmberechtigten Grundkapitals der Beteiligten können insgesamt höchstens 30 % der anderen Beteiligungen darstellen;

b) Der Kaufpreis einer dieser Beteiligungen liegt bei mindestens bei EUR 5 Mio.; oder

c) Die Beteiligung wurde durch eine Fusion oder Spaltung eines Unternehmens erworben; oder

d) Die Beteiligte hat mit der Holding einen Unterordnungsvertrag abgeschlossen.

## Prüfung
Die Holdinggesellschaften müssen einen beglaubigten amtlichen Abschlussprüfer oder eine beglaubigte amtliche Wirtschaftsprüfungsgesellschaft bei Gründung ernennen.